# Model monitoru
Model monitoru (anglicky Monitor Model), známý také jako Teorie jazykového vstupu (Input Hypothesis) nebo Krashenova teorie osvojování druhého jazyka (Krashen's Theory of Second Language Acquisition), je souhrn pěti hypotéz objasňujících postup osvojování druhého (nemateřského) jazyka. Teorii formuloval lingvista Stephen D. Krashen v 70. a 80. letech 20. století.
Jednotlivé hypotézy se nazývají: hypotéza jazykového vstupu (input hypothesis), hypotéza osvojování-učení (acquisition-Learning hypothesis), hypotéza monitoru (monitor hypothesis), hypotéza přirozeného pořadí (natural order hypothesis) a hypotéza afektivního filtru (affective filter hypothesis). Krashenovým stěžejním dílem, ve kterém podrobně rozebírá jak teorii samotnou, tak i její využití ve výuce druhého jazyka, je kniha vydaná v roce 1982 pod názvem Principles and Practice in Second Language Acquisition („Osvojování druhého jazyka – principy a praxe“).
Krashenovy hypotézy stojí na dvou základních myšlenkách – na principu přijímání „srozumitelného vstupu“ (comprehensible input) a na předpokladu, že existuje rozdíl mezi „osvojováním“ (acquisition) a „učením se“ (learning).
Krashenova teorie osvojování druhého jazyka měla velký vliv na jazykové vzdělávání hlavně v USA, a to především v rámci jazykového vzdělávání na základních a středních školách. V průběhu let se ale nevyhnula ani ostré kritice. Nejčastějšími body kritiky Krashenovy teorie jsou její vágnost a neprokazatelnost.

## Hypotéza osvojování-učení
O tom, jak lidé rozvíjí svou jazykovou kompetenci pojednává mnoho různých lingvistických teorií a hypotéz. Podle Krashenovy hypotézy osvojování-učení existují dva na sobě nezávislé způsoby, jak lze své jazykové dovednosti rozvíjet – osvojování a učení. Toto rozdělení pokládá základ pro všechny zbylé Krashenovy hypotézy.
Krashen definuje osvojování jazyka jako přirozený, intuitivní a podvědomý proces. Člověk, který si jazyk osvojuje, (dále student) si tedy neuvědomuje, že své jazykové dovednosti rozvíjí. Podle Krashena si jazyk mohou osvojit děti i dospělí a lze si osvojit jazyk psaný i jazyk mluvený. Osvojování druhého jazyka je podobné způsobu, kterým si děti osvojují svůj mateřský jazyk. Osvojování vyžaduje smysluplnou interakci v cílovém jazyce, během níž se člověk zaměřuje spíše na význam než na formu. Výsledkem osvojování je znalost jazyka.
Učení je na druhé straně proces vědomý a student se s ním setká například ve škole. Proces výuky jazyků zahrnuje formální výklad; nové znalosti a jazykové struktury se student učí cíleně, často v podobě gramatických pravidel. Proces učení je typický tím, že zahrnuje opravu chyb. Výsledkem učení je nejen znalost jazyka samotného, ale i lingvistická znalost (znalost gramatiky). Proces osvojování je podle Krashena efektivnější, a pro účely rozvíjení jazykové kompetence proto i vhodnější.

## Hypotéza jazykového vstupu
Hypotéza jazykového vstupu tvrdí, že student zlepšuje svou jazykovou kompetenci, tedy znalost druhého jazyka, vždy když přijímá jazykový vstup (jazyk v jakékoliv podobě), který se nachází mírně nad jeho současnou jazykovou úrovní. Takový vstup Krashen označuje jako srozumitelný vstup (comprehensible input). Srozumitelný vstup je pro osvojování jazyka nezbytný. Podle Krashena je možné posunout se z i, tedy naší současné jazykové úrovně, na i+1, tedy na úroveň pokročilejší, právě díky porozumění jazykovému vstupu, který se nachází mírně nad naší současnou jazykovou úrovní.
Aby mohl přijímaný vstup být označen za srozumitelný, musí obsahovat jazykové struktury (gramatiku a slovní zásobu), které student zná (i), a zároveň jazykové struktury, které jsou studentovi neznámé a může si je tedy osvojit (+1). Ve výsledku se tedy srozumitelný vstup musí skládat ze struktur i+1. K pochopení neznámých jazykových struktur ve vstupu využívá student svých mimojazykových znalostí, jež zahrnují znalost kontextu, konkrétní situace a reálného světa. Postupem času si student nové struktury (+1) osvojí, a ty se tak stanou strukturami známými (i).
Hypotéza dále tvrdí, že pokud student přijímá srozumitelný vstup v dostatečném množství, pak se mezi ním musí nevyhnutelně nacházet i jazykové struktury vhodné k osvojení (i+1). Stačí přijímat dostatek srozumitelného vstupu a znalost gramatiky i slovní zásoby se dostaví sama.
Krashen v hypotéze jazykového vstupu objasňuje i roli jazykového výstupu. Zdůrazňuje, že produkování výstupu (mluvení či psaní) k osvojení daného jazyka nevede. Role výstupu je tedy pouze podružná. Ačkoli mluvení může při osvojování jazyka nepřímo pomáhat, schopnost mluvit není příčinou osvojení jazyka, je jejím následkem.

### Zajímavý a působivý vstup
Krashen jedním dechem dodává, že pro dosažení optimálních výsledků při osvojení musí být jazykový vstup nejen srozumitelný, ale také „zajímavý“ (interesting), nebo dokonce „působivý“ (compelling). Pokud je pro studenta přijímaný vstup zajímavý, cítí se motivován a proces osvojování probíhá snáze (viz afektivní filtr a motivace).
Za působivý lze jazykový vstup označit v případě, že je jím student zaujat natolik, aby začal další srozumitelný vstup vyhledávat sám od sebe. V takovém případě podle Krashena dochází k osvojování jazyka nezávisle na tom, zda má student zájem svou jazykovou kompetenci zlepšovat, či nikoliv.

## Hypotéza monitoru
Hypotéza monitoru tvrdí, že naučený systém slouží jako jakýsi „monitor“. Jinými slovy, zatímco osvojený systém (výsledek osvojování) zodpovídá za zformulování spontánního výstupu (mluveného i psaného), naučený systém neboli monitor (výsledek učení) slouží pouze ke kontrole výstupu.
Student používá naučený systém ke kontrole a opravě zformulovaného výstupu ještě před jeho vyřknutím či zapsáním. Monitor lze použít také až po vyřknutí či zapsání výstupu, v takovém případě se jedná o sebeopravu. Podle Krashena je funkce monitoru, potažmo funkce naučeného systému, dosti omezená, a to především z toho důvodu, že pro úspěšné použití monitoru musí dojít ke splnění tří podmínek.

### Tři podmínky pro použití monitoru
Aby mohl být monitor použit, musí být splněny tři podmínky, které podle Krashena do značné míry omezují jeho praktické využití.
1. Student musí znát příslušné pravidlo
Splnění této podmínky je dosti náročné, protože student musí být předem seznámen s pravidlem vztahujícím se na výstup, který se snaží formulovat. Vzhledem k počtu existujících gramatických pravidel a pouček je ale nemožné, aby si je všechny zapamatoval a správně aplikoval.
2. Student se musí soustředit na správnost
Student se musí zamýšlet nad formou výstupu a nad jeho významem zároveň, což je značně obtížné. Navíc ani nejlepší rodilí mluvčí nutně neznají všechna gramatická pravidla a nekomunikují naprosto bezchybně; správnost je pouze jedním z aspektů jazykové kompetence. 
3. Student musí mít dostatek času k použití monitoru
Při používání monitoru musí student snížit rychlost, s níž výstup produkuje, aby se mohl soustředit na jeho formu. Tím dochází k narušení plynulosti komunikace a k výměně menšího objemu informací. Někteří studenti mají navíc tendenci monitor z různých důvodů nadužívat, konverzace s takovými studenty je proto pomalá a neuspokojivá.
Vzhledem k obtížím, jež se s monitorem pojí, ho Krashen doporučuje používat pouze v případech, kdy negativně neovlivňuje plynulost komunikace. Využít ho lze tedy například v komunikaci písemné, při které rychlost formulace výstupu obvykle nehraje tak důležitou roli jako v případě komunikace mluvené.

## Hypotéza přirozeného pořadí
Podle hypotézy přirozeného pořadí si studenti osvojují jazykové struktury vždy přibližně ve stejném pořadí. Toto pořadí je naprosto nezávislé na tom, jak snadno se lze danou strukturu naučit. Některé struktury, jako je například koncovka „-s“ v třetí osobě jednotného čísla používaná u anglických sloves v přítomném čase prostém (she runs), se sice lze naučit snadno, ale při procesu osvojování dochází k jejich nabytí obvykle až relativně pozdě. Přirozené pořadí se zároveň liší od pořadí, ve kterém jsou osvojovány struktury jazyka mateřského.

## Hypotéza afektivního filtru
Hypotéza afektivního filtru tvrdí, že existuje tzv. „afektivní filtr“ (affective filter) – překážka mající na proces osvojování jazyka negativní dopad. Afektivní filtr vzniká důsledkem negativních emotivních (afektivních) reakcí a funguje jako bariéra zabraňující účinnému zpracování jazykového vstupu.
Afektivní filtr narůstá či klesá v závislosti na síle a poměru jednotlivých „afektivních faktorů“ (affective factors). Mezi afektivní faktory Krashen řadí motivaci, úzkost a sebevědomí. Čím má student větší motivaci a vyšší sebevědomí a čím nižší pociťuje úzkost, tím nižší je celkový afektivní filtr. Čím nižší je afektivní filtr, tím efektivněji dochází k jazykovému osvojování. Pokud má student při osvojování dosáhnout optimálních výsledků, je nezbytné aby byl ke studiu dostatečně motivovaný, tedy aby přijímal zajímavý jazykový vstup, a aby pracoval v klidném prostředí, které nevyvolává zbytečný stres a nesnižuje jeho sebevědomí.

## Přijetí a kritika
Krashenova teorie byla již od 70. let přijímána s notnou dávkou kritiky a skepse. Jeho pět hypotéz bylo kritizováno především za mlhavost použité terminologie a za to, že je nelze snadno otestovat.
Hypotéza osvojování-učení spolu s hypotézou jazykového vstupu byly kritizovány za nejasně stanovené hranice mezi dvojicemi termínů jako „osvojování“ a „učení“ nebo „podvědomí“ a „vědomí“. McLaughlin (1987) přidává na seznam nejasností ještě pojem „srozumitelný vstup“ a celou koncepci „i+1“. Kritika se nesnesla pouze na jeho teorie, ale i na Krashena samotného, a to především za jeho zdráhavost se k připomínkám kritiků vyjádřit.
Hypotéza afektivního filtru je zpochybňována, mimo již výše zmíněnou nejasnost, i proto, že neexistují žádné důkazy o existenci afektivního filtru ani důkazy o tom, že by osvojování jazyka u dospělých fungovalo stejně jako osvojování jazyka u dětí.
Přese všechnu svou kritiku ale mnozí lingvisté uznávají, že Krashenových pět hypotéz mělo na výzkum osvojování druhého jazyka zásadní vliv, o čemž svědčí i fakt, že jeho teorie je ve studiích na toto téma citována dodnes. Navíc tato teorie stále nalézá své využití při výuce jazyků v učebnách především základních a středních škol.

## Využití ve výuce jazyků
Naplnění plného potenciálu srozumitelného vstupu lze podle Krashena dosáhnout využitím následujících metod:
1. Učitel by měl mluvit pomalu a srozumitelně a vyjadřovat se pomocí jednoduchých vět a krátkých souvětí.
2. Učitel by měl užívat menší okruh slovní zásoby, protože opakované používání stejných struktur usnadní jejich osvojení.
3. Učitel by neměl podcenit přípravu a v hodinách by měl používat vizuální pomůcky.
4. Poskytnuté učebnice a podpůrné materiály by měly být jednoduché a jasné.
5. Počínaje 2. třídou je vhodné využívat studijní průvodce.
6. Učitel by měl využívat rozličných výukových metod.
  - Některým studentům například zadá číst nahlas úryvky textů, zatímco ostatní studenti dostanou za úkol to, co slyší, parafrázovat.

### Kategorizace studentů
Krashen dělí studenty jazyků podle úrovně jejich kompetence do dvou kategorií:
Začátečník
- Výplň vyučovací hodiny pro začátečníky by měl tvořit srozumitelný vstup v podobě mluveného slova.
- Učitel by měl svou řeč upravovat do té míry, aby byla pro studenty srozumitelná.
- Učitel by neměl od studentů vyžadovat produkci výstupu (mluvení, psaní), dokud na to nejsou sami připraveni.
- Gramatická pravidla by neměla být vyučována dříve, než žáci nastoupí na střední školu.

Mírně pokročilý
- Při výuce mírně pokročilých by měl učitel využívat srozumitelný vstup v podobě upravených akademických textů.
- Vyučovací hodiny by měly být zaměřené na význam textů, nikoliv na jejich formu.